# Szabó Benjámin
Szabó Benjámin Marcell (Ajka, 2005. június 1. –) magyar labdarúgó, a Vasas SC játékosa.

## Pályafutása

### Klubcsapatokban
FC Ajka
Az FC Ajka utánpótlás csapatából 2021-ben került a felnőtt csapat keretébe. A 2021–2022-es szezonban az utánpótlásban 41 mérkőzésen lépett pályára, ezeken 37 gólt szerzett. Az NB II-ben három mérkőzésen szerepelt. 
Vasas
2023 elején kölcsönben a Vasashoz került fél évre.
Fél év alatt meggyőzte a szakmai stábot, így az angyalföldiek 2023. július 17-én bejelentették, hogy kivásárolták szerződéséből. Betalált a Vasas U19-Ferencváros U19-es bajnokin Szombaton, másnap pedig első mérkőzésén a Vasas II.-ben eldöntötte az NB III-as BKV Előre-Vasas II. találkozót,melyet az angyalföldi csapat nyert.
A 2023-2024-es szezonban alapember lett a Vasas II-ben, ennek eredménye pedig egy válogatott (U19) meghívó lett.
Az u19-es válogatott Észak-Írországba látogatott Belfastba.A tornán debütált is a fiatal támadó, kezdőként lépett pályára Csehország ellen.